# Lu Over the Wall
Lu Over the Wall (яп. 夜明け告げるルーのうた Ёакэ цугэру Ру: но ута, «Песнь Лу, что возвещает рассвет») — полнометражный аниме-фильм Масааки Юасы, созданный на студии Science SARU. Фильм вышел в кинотеатрах Японии 19 мая 2017 года.

## Сюжет
Издавна из-за сложившегося недопонимания в Хинаси считалось, что русалки злые морские чудовища, приманивающие моряков своим пением, устраивающие кораблекрушения и пожирающие людей. Поэтому люди сторонились местности за скалой Окагэ, где в тени от неё, словно за стеной, образовались благоприятные условия для русалок. Несмотря на наличие там редких моллюсков и ценной рыбы, все бреши в скале было решено замуровать, а также по традиции вешать у стен домов перекрашенные в белый цвет панцири морских ежей, напоминающие солнце, которого избегают русалки.
После развода родителей Кай с отцом переезжает из Токио в маленький рыбацкий городок, где, как говорят сами жители, нет ничего, кроме рыбы и зонтов, а одним из постоянных развлечений являются мастер-классы по заморозке рыбы. Кай одинок и угрюм, в школе нет никого, с кем он мог бы обсудить все то, что его волнует. Единственная отдушина подростка — сочинение музыки, которую он потом выкладывает в сеть. Однажды одноклассники Кая, узнав о его музыкальных способностях, зовут его в свою группу. Кай соглашается, и вместе с ребятами отправляется на Остров Русалок отрепетировать в спокойной обстановке. Но остров встречает их не только красивыми видами и безлюдными тропами, но и самой настоящей русалкой по имени Лу, которой суждено перевернуть не только жизнь Кая, но и жизнь всего Хинаси, возвестив «рассвет» для городка и его жителей.

## Персонажи
- Кай Асимото (яп. 足元 カイ Асимото Кай) — угрюмый ученик 3-го класса средней школы, переехавший с отцом из Токио в глухой рыбацкий городок Хинаси. Никнейм — merman. Без особого энтузиазма строит планы на своё будущее, предпочитая сочинение музыки и времяпровождение в Интернете. Прямолинеен, поэтому всегда говорит то, что думает. О способностях Асимото узнали его одноклассники Кунио и Юхо, поэтому, позвав его в свою местную группу «SEIREN», пригласили на «базу» группы на Острове Русалок. Заинтересованный парень соглашается. Услышав пение Лу вдохновляется на написание новой песни. Играет на сямисэне и делает аранжировки. Не умел плавать в начале истории, но позже научился. Привязывается к Лу и становится более открытым и жизнерадостным. Однако, когда о существовании Лу становится известно общественности, решает не впутывать её в это и уйти из группы. Услышав сообщение Юхо о Лу, отправляется ей на выручку. Чтобы помочь выбившимся из сил русалкам во время спасения жителей, решает спеть песню, которую недавно написал (Песнь для Лу). Влюбляется в Лу. В конце фильма стал более открытым. Решил поступить в старшую школу Ямамуко, а в будущем стать моряком, чтобы путешествовать по новым местам и найти русалок. Написал письмо матери и собрался с ней встретиться.

Сэйю: Сёта Симода.
- Лу (яп. ルー Ру:) — русалка, милая и добрая девочка, которая хочет со всеми подружиться. Как и все русалки умеет управлять водой. Любит музыку, которая придаёт ей сил и заряжает энергией. Когда играет музыка, Лу может раздваивать свой хвост, образуя ноги. Поёт и танцует. Не выносит вспышек света и поэтому боится солнца. Любое существо, которое укусит русалка в воде отращивает хвост, так она превратила собак из питомника в собак-русалок, а обглоданная или раненная русалками рыба подвергается странному воздействию, остаётся живой и горит на солнце. Присоединяется к «SEIREN» на открытии «Русалколенда», но пугается прожекторов и заменённых участников группы и, подняв водный поток смывает себя и всё вокруг. Из-за этого, а также из-за особых способностей русалок, протестующая половина жителей решает поймать Лу. Освободившись, вместе с отцом, собакорусалками и остальными русалками помогает жителям, спасая их от затопления. Влюбляется в Кая. После разрушения скалы Окагэ водным потоком бесследно исчезает на рассвете вместе с остальными русалками.

Сэйю: Канон Тани.
- Кунио (яп. 国男 Кунио) — одноклассник Кая и Юхо. Весёлый и дружелюбный. Никнейм — Кунио 920. Вместе с Юхо основал рок-группу «SEIREN». Гитарист. Репетиции группа проводит на острове Остров Русалок за скалой Окагэ, что очень заинтересовывает Кая. Так как он сын священника, то скрывает от родителей, что состоит в группе. Влюблён в Юхо. Решил поступить в старшую школу Хинаси.

Сэйю: Сома Сайто.
- Юхо Эбина (яп. 海老名 遊歩 Эбина Ю:хо) — одноклассница Кая и Кунио. Весёлая и приветливая девушка. Никнейм — Юхо UFO. Вокалистка и бас-гитаристка группы «SEIREN». Так как в группе опять недобор, вместе с Кунио позвала к себе Кая, посчитав его достаточно способным. Мечтает поскорее уехать из Хинаси, чтобы выступать на концертах и прославиться. Завидует Лу и очень расстраивается, когда нанимают профессиональных музыкантов для подстраховки на открытии «Русаоколенда». Сбегает из дома и решает отсидеться у Идзаки, разуверившись в себе. Так как из-за её эгоизма в городе начался переполох, решает всё исправить, рассказать жителям правду о Лу и помочь Каю спасти Лу. Влюблена в Кунио. В конце истории решила поступить в старшую школу в Токио.

Сэйю: Минако Котобуки.
- Тэруо Асимото (яп. 足元 照夫 Асимото Тэруо) — отец Кая. Работает в рыбном производстве «Эбина». Раньше у него была своя рок-группа, которую он собрал, чтобы впечатлить Наоко. Говорит сыну быть собой, делая то, что тот считает нужным и отдаёт ему пропуск в здание, принадлежащее компании «Эбина».

Сэйю: Кэнъити Судзумура.
- Старик Асимото (яп. 爺さん 足元 Дзи:сан Асимото) — отец Тэруо и дедушка Кая. Последний из семьи Асимото, кто занимается лодочным делом. Изготавливает зонты, которые теперь и в рыбалке используют. Боится и ненавидит русалок, так как в детстве они съели его мать. Поскольку через новообразовавшиеся бреши в «стене» в залив Хинаси заплывают русалки, предостерегает Кая держаться подальше от моря. В действительности его мать не съели, а та стала русалкой, когда её укусили, чтобы спасти от утопления. Меняет своё мнение и решает защитить русалок от солнечного света, дав им зонты. Его примеру последовали и остальные рыбаки. Исчезает на восходе солнца вместе с матерью-русалкой.

Сэйю: Акира Эмото.
- Президент городского совета (яп. 会長 Кайтё:) — дедушка Юхо и отец Директора компании. Президент городского совета. Поскольку легенда о русалках привлекает туристов, давным-давно построил на Острове Русалок парк развлечений «Русалколенд», но проект провалился и теперь заброшен. Считает, что городку нужны перемены. Так как в заливе рыбы почти не осталось, считает, что нужно выходить в открытое море. Увидев Лу в живую, решает сделать её символом Хинаси и всё же открыть «Русалколенд». Одобрил выступление «SEIREN» на фестивале фонарей и на открытии «Русалколенда». Содействовал эвакуации жителей.

Сэйю: Такаюки Суго.
- Директор компании (яп. 社長 Сятё:) — отец Юхо, заведующий компанией рыбного производства «Эбина». Строил свою компанию с нуля, продавая акульи плавники, моллюсков, морских ежей. Его бизнес на грани упадка из-за ситуации со «стеной», поэтому его работники продолжают незаконно вылавливать моллюсков за Окагэ. Терпеть не может русалок и хочет избавиться от них. Решает поймать Лу и всех русалок, посчитав, что они съели Юхо.

Сэйю: Тё.
- Главный священник (яп. 宮司 Гу:дзи) — отец Кунио. Страдает от облысения. Почитает русалок, многое о них знает, но сам никогда не видел. Считает, что резкий подъём уровня води в Хинаси — следствие проклятия Окагэ и, таким образом, история с пленённой людьми русалкой и последующем затоплением города повторяется.

Сэйю: Муцуми Сасаки.
- Папа Лу (яп. ルーのパパ Ру: но Папа) — огромная русалка-акула. Отправился на открытие «Русалколенда», приняв человекоподобную форму. В этой форме выглядит как внушительных размеров персона в пиджаке с рыбами-чистильщиками, шляпе, ботинках с дырками, трубкой во рту и с чемоданом в руках. Эксперт в заморозке рыбы. Замороженная им рыба не умирает. Как и его дочь горит на солнце. Приходит в ярость, когда люди Директора компании по ошибке поймали и пытались навредить Лу. Спасает Лу от солнечного света, закрыв собой. Помогал эвакуации жителей, позвав остальных русалок. Исчезает после разрушения «стены» на рассвете.

Сэйю: Синъити Синохара.
- Бабуля Тако (яп. タコババ Такобаба) — маленькая старушка, живущая в Хинаси. Когда она была молодой, дорогого ей человека съели русалки, поэтому, опасаясь возможного нападения, всегда ходит с гарпуном. Одна из тех, кто выступал против русалок и открытия «Русалколенда». В действительности её возлюбленный не погиб, а был спасён от утопления укусившей его русалкой и остался молодым. Тако была превращена в русалку и вместе с со своим возлюбленным исчезла на рассвете.

Сэйю: Ютака Аояма.
- Фугуда (яп. ふぐ田) — рыбак, преподаватель мастер-класса по заморозке рыбы. Раньше занимался танцами и однажды был в Токио. Но не добился в столице особого успеха, бросил танцы и вернулся обратно в Хинаси. Встречается с Идзаки.

Сэйю: Токуёси Кавасима.
- Идзаки (яп. 伊佐木) — молодая красивая девушка, зачитывающая на радиостанции объявления для жителей Хинаси. Хотела стать моделью и уехать в Токио. Из-за резкого подъёма уровня воды решает помочь эвакуировать жителей. Встречается с Фугудой.

Сэйю: Сидзука Ито.
- Мама Лу — возможно является той русалкой, которую очень давно из-за недопонимания поймали и погубили люди, после чего случился сильный потоп, смывший всё и вся.
- Наоко Асимото — мать Кая. Танцовщица. Ушла из семьи Асимото, когда Кай был маленьким. Из-за некоторых обстоятельств ей пришлось развестись с мужем. Но, несмотря на развод, они с Тэруо до сих пор в хороших отношениях и поддерживают друг друга.

## Производство и релиз
В январе 2017 года Масааки Юаса объявил о своем твиттере о работе над новым оригинальным аниме-фильмом. Фильм создавался на студии Science SARU. Фильм был анимирован в гибридной форме, в которой ключевые кадры были нарисованы на бумаге, но вместо традиционной очистки и промежуточных изображений, которые до сих пор использовались в большинстве представителях японской традиционной анимации, эти грубые ключевые кадры затем векторизировались и вставлялись в Adobe Flash. Юаса признал, что аниме делалось под влиянием от фильма Хаяо Миядзаки «Рыбка Поньо на утёсе» и имеет схожести в сюжете и изображении водной стихии с затоплением городка во 2-й половине аниме, фильма Миядзаки и Исао Такахаты «Панда большая и маленькая» и короткометражек Текса Эйвери. Тем не менее Масааки хотел отдать дань уважения работам, которыми он восхищается. За сценарий фильма ответственны Рэйко Ёсида и Масааки Юаса, за музыку — Такацугу Мурамацу, за дизайн персонажей – Нобутаки Ито.
Дистрибьютором в Японии выступила компания Toho. Британский дистрибьютор Anime Limited выпустил аниме в прокат в Англии и Ирландии 6 декабря 2017 года, американский дистрибьютор GKIDS — 11 мая 2018 года, австралийский дистрибьютор Half Symbolic Films—  31 января 2019 года. 18 октября 2017 года состоялся релиз фильма на BD/DVD.
Фильм был показан в России в 2018 году в рамках 12-го Большого фестиваля мультфильмов, проводимого в Москве с 20 по 29 ноября.

## Восприятие
На сайте-агрегаторе Rotten Tomatoes фильм получил рейтинг одобрения 77 % на основе 39 обзоров и средний рейтинг 6,4/10.
Чарльз Соломон из Los Angeles Times писал: «Смелые образы Юасы и иногда запутанные истории бросают вызов обычаям традиционной анимации, но он явно художник с индивидуальным видением, чьи работы предлагают что-то действительно новое и привлекательное».
С другой стороны, Саймон Абрамс с RogerEbert.com сказал: «Всё же я не могу лгать: мне было скучно в течение 112 минут, которые я провел, смотря данный анимационный фильм. Сначала я думал, что у меня аллергия на посредственных английских актеров дубляжа. Но вскоре я понял, что моя самая большая проблема заключалась в невнятном нарративе. Я хотел, чтобы создатели фильма как-то исправились с этим в течение фильма, но они не сделали этого».

### Награды
| Год  | Награда                                                  | Категория                          | Номинант         | Результат |
| ---- | -------------------------------------------------------- | ---------------------------------- | ---------------- | --------- |
| 2017 | 41-й Международный фестиваль анимационных фильмов в Анси | «Лучший полнометражный мультфильм» | Lu Over the Wall | Победа    |
| 2018 | 72-я Кинопремия «Майнити»                                | Приз имени Нобуро Офудзи           | Lu Over the Wall | Победа    |